# Cantó d'Uztaritze
El cantó d'Uztaritze (en francès i oficialment Canton d'Ustaritz) és una divisió administrativa francesa, situada en el departament dels Pirineus Atlàntics i la regió Nova Aquitània. El seu conseller general és Bernard Auroy, de Divers Droite.

## Composició
El cantó d'Ustaritz agrupa 9 comunes:
- Ahetze
- Arbona
- Arrangoitze
- Basusarri
- Haltsu
- Jatsu
- Larresoro
- Senpere
- Uztaritze

## Consellers generals
| Data d'elecció                             | Identitat         | Partit | Qualitat              |
| ------------------------------------------ | ----------------- | ------ | --------------------- |
| 1919                                       | Edmond Goyheneche |        |                       |
| 1925                                       | Edmond Goyheneche |        |                       |
| 1931                                       | Edmond Goyheneche |        |                       |
| 1937                                       | Edmond Goyheneche |        |                       |
| 1945                                       | Edmond Goyheneche |        |                       |
| 1951                                       | Edmond Goyheneche |        |                       |
| 1958                                       | Edmond Goyheneche |        |                       |
| 1964                                       | Charles Cami      |        |                       |
| 1970                                       | André Lastrade    |        |                       |
| 1976                                       | André Luberriaga  |        |                       |
| 1982                                       | André Luberriaga  |        |                       |
| 1988                                       | Jean-Michel Colo  | RPR    |                       |
| 1994                                       | Jean-Michel Colo  | RPR    | alcalde d'Arrangoitze |
| 2001                                       | Bernard Auroy     | DVD    | alcalde d'Uztaritze   |
| No es coneixen les dades anteriors a 1919. |                   |        |                       |